# ラハイナ浄土院

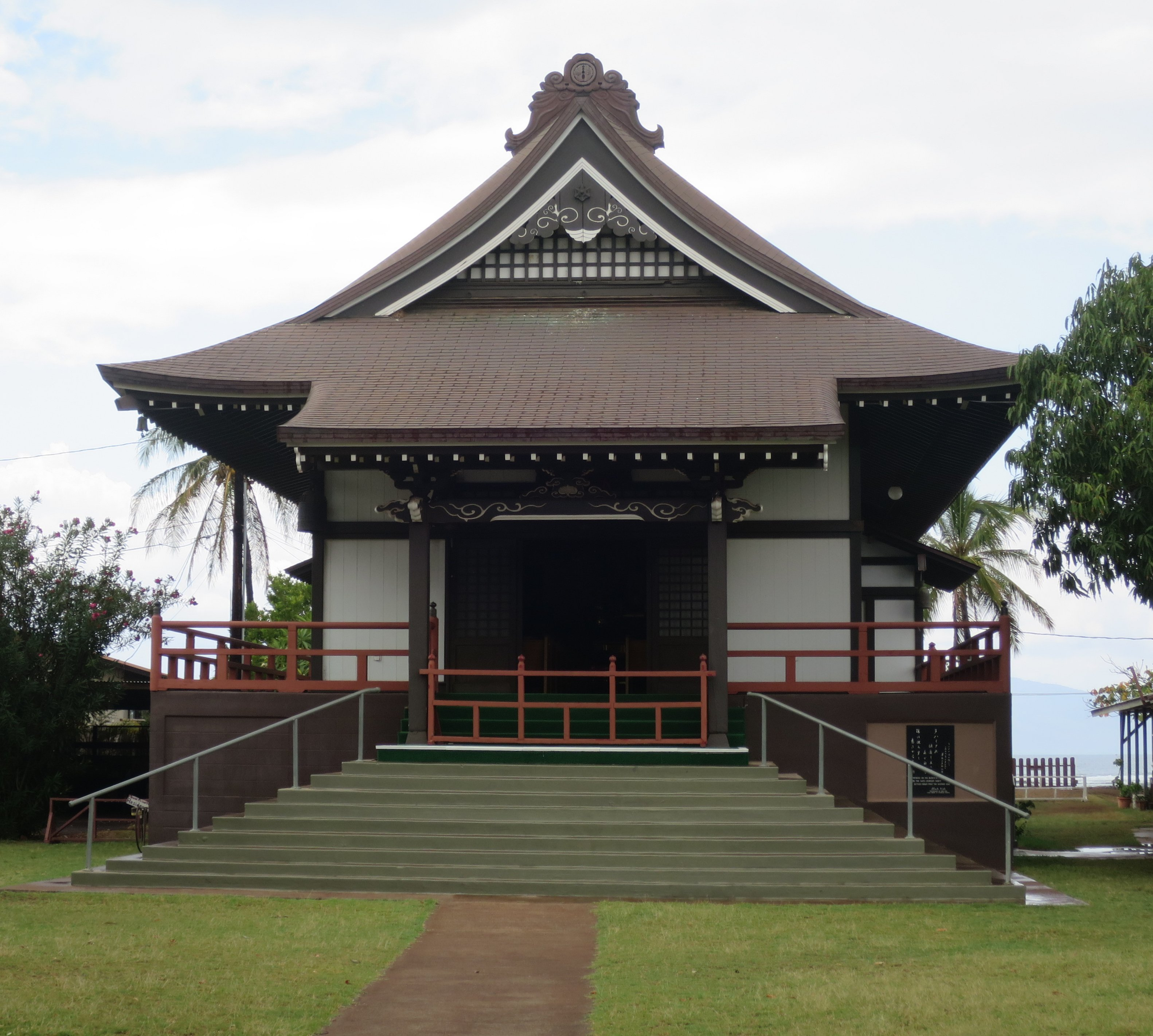
ラハイナ浄土院（2016年）

ラハイナ浄土院（ラハイナじょうどいん、英: Lāhainā Jodo Mission）は、アメリカ合衆国ハワイ州マウイ島のラハイナにある仏教寺院。日本の浄土宗に属する。

## 歴史

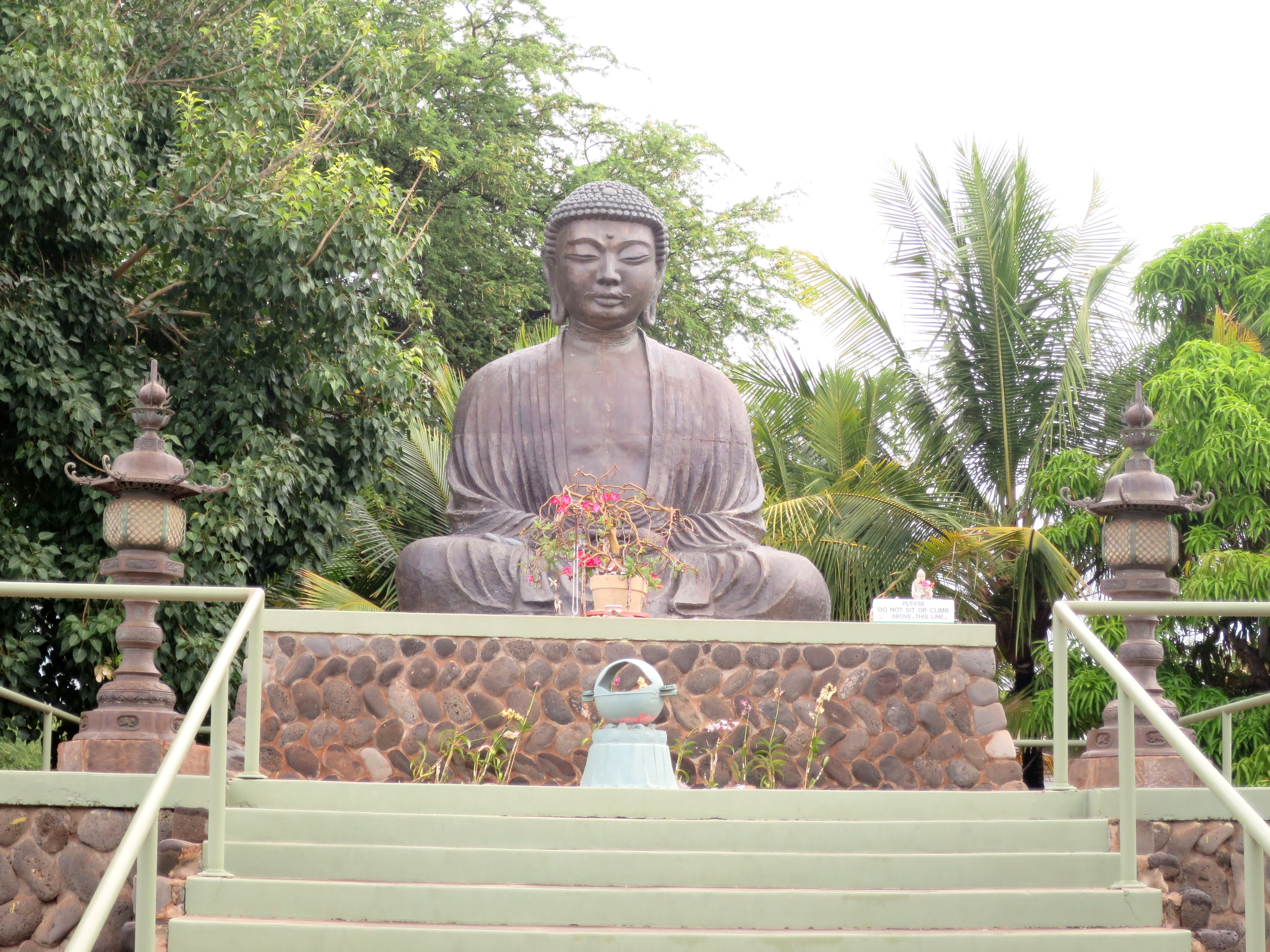
大仏（2016年）

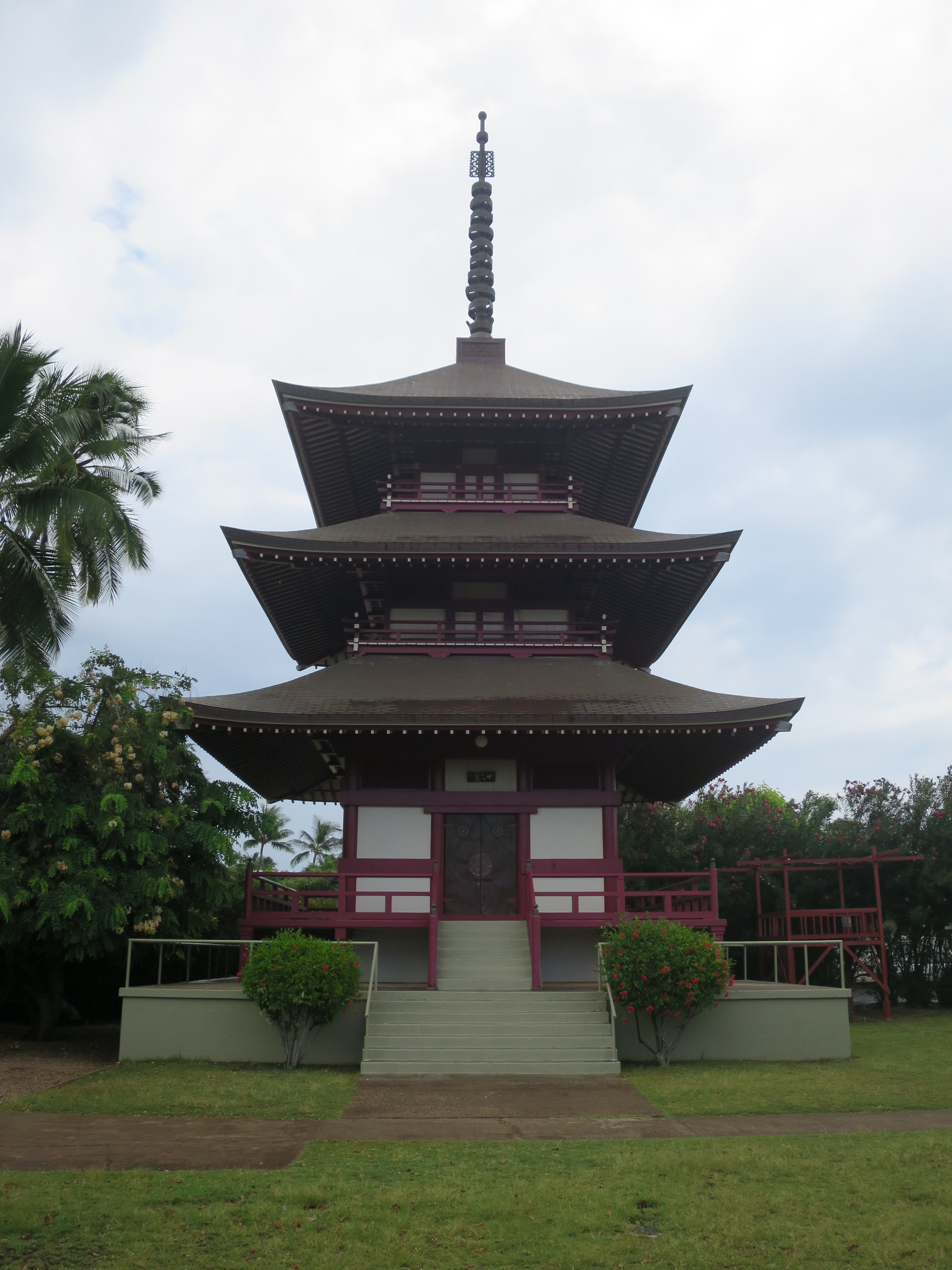
三重塔（2016年）

ハワイへの日本人移民は1868年（明治元年）に始まり、多くがサトウキビ農園で過酷な労働に従事した。19世紀末より、日本の仏教各宗派がハワイでの活動に乗り出した。浄土宗のハワイでの宗教活動は、1894年（明治27年）に「ハワイ宣教会」が組織されたことで始まる。
マウイ島には2018年現在3つの浄土宗寺院がある。マウイ島で最初の浄土宗寺院は、1910年（明治43年）に原聖道がプウネネの砂糖耕地に建立したものもので（1969年に移転し現在のカフルイ浄土院）、1912年（明治45年/大正元年）には原聖道によりワイルクに仮布教所が設立された（現在のワイルク浄土院）。
ラハイナ浄土院は、1912年（大正元年）に原聖道が仮布教所を設置したのが始まりであるとされる。1913年（大正2年）、斉藤原道が着任し、寄付などを募って1914年（大正3年）に正式な堂宇を建立した。1930（昭和5年）、カアナパリ海岸に隣接した現在地に移転。ハワイの浄土宗寺院はもっぱら欧米様式で建てられているが、この寺は日本様式で建てられた。
1963年、原源照が住職（主任開教使）として日本から赴任。1968年、ハワイへの日本人移民100年を記念し、鎌倉大仏を縮小した大仏（阿弥陀如来座像）を建立、また、納骨堂（三重塔）や鐘楼建立に着手した。しかしこのさなか、1968年9月に本堂を焼失している。本堂は1970年に再建された。
1983年に放送されたテレビドラマ『波の盆』（日本テレビ、実相寺昭雄監督・倉本聰脚本）は、日系移民たちを描いた作品である。原源照がドラマの制作に協力し、ラハイナ浄土院が重要なシーンのロケ地となった。
観光地としても知られるとともに、盆踊りや除夜の鐘といった行事も行われ、日系人に限らない地域コミュニティの中心の一つとなっている。
2023年8月8日、ラハイナを襲った大火（ハワイ・マウイ島山火事）により被災。本堂や三重塔は焼失したが、本尊は現場に残った尼僧が運び出し翌9日に原源照の手元に戻ってきた。